# Rikki Tikki Tavi nella giungla
Rikki Tikki Tavi nella giungla (in russo Рикки-Тикки-Тави?, Rikki-Tikki-Tavi) è un film del 1975 diretto da Aleksandr Zguridi.
La pellicola è basata sul racconto Rikki-tikki-tavi di Rudyard Kipling.